# Malcolm Adelbert Moody
Malcolm Adelbert Moody (ur. 30 listopada 1854, zm. 19 marca 1925) – amerykański rolnik i polityk związany z Partią Republikańską.
W latach 1899–1903 przez dwie kadencje Kongresu Stanów Zjednoczonych był przedstawicielem drugiego okręgu wyborczego w stanie Oregon w Izbie Reprezentantów Stanów Zjednoczonych.